# Communauté de communes de la Région de Châteauneuf
Die Communauté de communes de la Région de Châteauneuf ist ein ehemaliger französischer Gemeindeverband (mit der Rechtsform einer Communauté de communes) im Département Charente in der Region Nouvelle-Aquitaine. Sie wurde am 29. Dezember 1995 gegründet und umfasste 18 Gemeinden. Der Verwaltungssitz befand sich im Ort Châteauneuf-sur-Charente.

## Historische Entwicklung
Mit Wirkung vom 1. Januar 2017 fusionierte der Gemeindeverband mit
- Communauté de communes de Grande Champagne,
- Communauté de communes de Jarnac sowie
- Communauté de communes Grand Cognac

und bildete so die Nachfolgeorganisation Communauté d’agglomération du Grand Cognac. Gleichzeitig fusionierten die Gemeinden Malaville, Tonzac, Éraville, Nonaville und Viville zur Commune nouvelle Bellevigne.

## Ehemalige Mitgliedsgemeinden
1. Angeac-Charente
2. Birac
3. Bonneuil
4. Bouteville
5. Champmillon
6. Châteauneuf-sur-Charente
7. Éraville
8. Graves-Saint-Amant
9. Hiersac
10. Malaville
11. Mosnac
12. Moulidars
13. Nonaville
14. Saint-Simeux
15. Saint-Simon
16. Touzac
17. Vibrac
18. Viville